# Haut Conseil des biotechnologies
Pour les articles homonymes, voir HCB.
Le Haut Conseil des biotechnologies (HCB) est un organisme public français indépendant, créé à la suite du Grenelle de l’environnement par la loi du 25 juin 2008 relative aux OGM. Il est chargé d'éclairer la décision publique en matière de biotechnologies, et notamment les organismes génétiquement modifiés (OGM). 
Placé auprès de cinq ministères (Environnement, Agriculture, Recherche, Santé et Consommation), le HCB est présidé depuis le 30 décembre 2014 par Christine Noiville.
Il est constitué de deux comités indépendants : le Comité scientifique (CS) et le Comité économique, éthique et social (CEES). Ces comités sont chargés de fournir respectivement des avis et des recommandations. L'ensemble des avis-recommandation constitue l'avis du HCB. Cette configuration a été choisie pour évaluer les impacts environnementaux et sanitaires des biotechnologies mais aussi pour mesurer les opportunités et les contraintes qu’elles présentent pour la société. La dissolution du HCB est actée en 2021, ses missions étant réparties entre l'ANSES, le CESE et le CCNE à partir du 1er janvier 2022.

## Composition
Créé par la loi no 2008-595 du 25 juin 2008 dans le sillage du « Grenelle de l’environnement », le HCB a commencé le 6 février 2015 son deuxième mandat. Christine Noiville, docteur en droit, directrice de recherche au CNRS, spécialiste des liens entre droit et évolutions scientifiques, est présidente de l’organisme depuis décembre 2014. Elle était précédemment présidente du Comité économique, éthique et social du HCB. Le HCB, structure indépendante originale et novatrice dans le paysage européen, a vocation à analyser l’ensemble des impacts des biotechnologies grâce à sa structure en deux comités complémentaires :
- Le Comité scientifique (CS), présidé par Jean-Christophe Pagès[10] analyse l’impact des biotechnologies sur l’environnement et la santé publique. Composé de 40 membres, représentant un large éventail de disciplines scientifiques (génétique, biologie moléculaire, microbiologie, protection de la santé humaine et animale, agronomie, sciences appliquées à l’environnement, statistiques, etc.) qui sont toutes concernées par les biotechnologies, le CS offre une expertise complète et rigoureuse.
- Le Comité économique, éthique et social (CEES), présidé par Claude Gilbert[11] analyse les impacts socio-économiques et éthiques. Il est composé de 33 membres représentant les différentes parties-prenantes dans le domaine des biotechnologies : représentants d’associations de protection de l’environnement, de défense des consommateurs, de la santé, d’organisations professionnelles d’agriculteurs, de semenciers, d’entreprises agroalimentaires ou pharmaceutiques, d’élus, etc. Le CEES compte également six personnalités qualifiées en sciences sociales. Il est épaulé par des experts extérieurs, économistes, sociologues, agronomes, etc.

Les présidents de ces deux comités sont assistés par deux vice-présidents par comité. Claudine Franche et Pascal Boireau ont ainsi été élus en 2015 vice-présidents du CS, tandis que Jean-Christophe Gouache et Patrick de Kochko (démissionnaire) occupent des fonctions similaires au sein du CEES.

## Missions
Le HCB repose sur une double nécessité :
- une évaluation rigoureuse de l’impact des biotechnologies sur l’environnement et la santé publique ;
- une réflexion plus large sur les impacts économiques, sociaux et éthiques des biotechnologies.

Culture ou utilisation de plantes génétiquement modifiées (PGM), thérapie génique, médicaments issus des biotechnologies, demandes d’agrément pour la culture d’OGM en « confiné » ou des essais en champ… le HCB, par ses avis, éclaire le Gouvernement sur toutes les facettes des biotechnologies. 
Le HCB est compétent pour traiter :
- des demandes d’autorisation d’utilisation ou de mise sur le marché d’OGM soumises aux autorités publiques par des pétitionnaires, institutions de recherche ou entreprises ;
- des rapports de surveillance des cultures de plantes génétiquement modifiées autorisées dans l’Union européenne ;
- des questions plus générales soulevées par les biotechnologies : organisation et transparence de l’évaluation des OGM, coexistence des filières OGM/non-OGM, étiquetage, questions éthiques liées aux biotechnologies, protection des innovations biotechnologiques, etc.

Le HCB contribue fortement  à l’encadrement des biotechnologies aux niveaux français, européen et international en aidant les autorités publiques à mettre en place des règlements ou lignes directrices adaptées. 

## Fonctionnement

### Saisine
Les avis du HCB peuvent être sollicités par saisine gouvernementale ou parlementaire, par des associations de défense des consommateurs ou de protection de l’environnement, par des groupements de salariés et de professionnels concernés. Le HCB peut également s’autosaisir pour proposer des réflexions prospectives sur des sujets fondamentaux relatifs aux biotechnologies. Les saisines et propositions d’auto-saisines sont adressées au président du HCB. Elles doivent être motivées et accompagnées de toute pièce utile à leur examen. Après avis du Bureau, le président décide de la suite à leur donner puis les transmet au CS et/ou au CEES.

### Avis
Il revient au président du HCB de transmettre l’avis aux autorités administratives compétentes et aux auteurs de la saisine. Depuis 2009, le HCB a rendu plus de 6100 avis. Certains sont constitués d'une recommandation du CEES et d'un avis du CS. D’autres du seul avis du CS (dossiers d’utilisation confinée d’OGM, pour lesquels le CEES n’est pas compétent). D’autres encore d’une seule recommandation du CEES, comme l’accès aux données d’expérimentation des industriels ou les droits de propriété industrielle, la mise en œuvre de la loi OGM, l’étiquetage des produits, la coexistence des productions génétiquement modifiés et non modifiés, etc. 
Les avis du HCB ayant une valeur consultative, il revient aux pouvoirs publics  de prendre les décisions adéquates. À titre d’exemple : l’avis du HCB sur l’étiquetage des produits sans OGM a donné lieu à un décret relatif à l’étiquetage des denrées alimentaires issues de filières qualifiées « sans organismes génétiquement modifiés » ; la loi sur l’avenir agricole a également repris des préconisations formulées par le HCB dans sa recommandation sur la propriété industrielle et la sélection végétale (voir par exemple le fait qu’un agriculteur qui subit une présence fortuite ou accidentelle d’OGM breveté dans sa production n’est pas considéré comme contrefacteur). 
Les avis du HCB peuvent faire état de positions divergentes. 
Le HCB contribue aux réflexions méthodologiques et règlementaires 
- sur la sécurité des biotechnologies

le HCB est ainsi engagé dans le processus d’évolution des lignes directrices relatives à l’évaluation des risques des OGM, que ce soit dans le cadre de l’Autorité européenne de sécurité des aliments (EFSA), de l’OCDE ou des Nations unies (Protocole de Carthagène sur la prévention des risques biotechnologiques).
Le HCB contribue aussi aux réflexions autour de l’élaboration de nouvelles normes contraignantes (directives, règlements) relatives aux OGM au niveau européen.
- sur l’évaluation socio-économique des OGM

Le HCB participe activement au Bureau socio-économique européen (ESEB) mis en place par la Commission européenne pour la définition d’une analyse socio-économique des plantes génétiquement modifiées. 
En lien étroit avec ses homologues européens, le HCB est très impliqué dans l’organisation d’événements visant à alimenter les réflexions européennes sur les biotechnologies : 
- 2010 : HCB symposium – New technologies of genetic modification ;
- 2012 : SynBio workshop et risk assessment challenges of synthetic biology ; 6th MEACB (Meeting of European Advisory Committees on Biosafety) ;
- 2013 : Breveter les gènes ? Les défis de la politique européenne.

Tous les avis et recommandations émis par le HCB sont accessibles via un moteur de recherche sur son site web: http://www.hautconseildesbiotechnologies.fr/fr/avis.

## Controverses
En 2016, Yves Bertheau (directeur de recherche INRA au Muséum national d'histoire naturelle) démissionne publiquement du conseil scientifique du HCB à la suite de ce qu'il estime être un « détournement de procédure à propos d’un rapport incomplet et scientifiquement mauvais » au sujet de l'impact des « nouveaux OGM » (notamment la technologie CRISPR/Cas9) sur l'environnement et sur l'homme. La présidence du HCB avait en effet transformé hâtivement un simple « document préparatoire » inconsistant de groupe de travail en avis au gouvernement.

Dans un entretien accordé à Pour la Science, Yves Bertheau déclare : « Habituellement, à la suite d'une saisine ministérielle ou d'une autosaisine, le comité scientifique du HCB émet un avis sur la question soulevée, fondé sur une expertise scientifique, puis le comité économique, éthique et social, l'autre instance du HCB, s'appuie sur cet avis pour émettre le sien sur les aspects socioéconomiques. Or c'est un tout autre scénario qui s'est déroulé au sujet des NPBT [new plant breeding techniques]. L'ordre du jour de la séance du 16 décembre 2015 prévoyait une rapide discussion sur une note de synthèse d'un groupe de travail interne au comité scientifique, mis en place trois ans plus tôt pour réfléchir à ces nouvelles techniques. Lors de la séance, on nous a expliqué que cette note devançait une saisine du gouvernement qui devait arriver fin janvier. Mais, peu après, le texte a été transmis au gouvernement sous la forme d'un avis, alors qu'il n'en avait aucun des critères juridiques et de qualité. ».